# Nactus galgajuga
Nactus galgajuga là một loài thằn lằn trong họ Gekkonidae. Loài này được Ingram mô tả khoa học đầu tiên năm 1978.